# Leapoli
Leapoli è un album discografico del cantante italiano Fausto Leali pubblicato nel 1977.

## Tracce
1. Augusto
2. Sempre più distante
3. Soli non si può
4. Un amico vero
5. Fiore o pianta
6. Sono donna
7. Di sera
8. Vierno
9. Na sera 'e maggio
10. Sciummo
11. Scalinatella

## Formazione
- Fausto Leali – voce, chitarra acustica
- Julius Farmer – basso
- Tullio De Piscopo – batteria
- Luciano Ninzatti – chitarra
- Stefano Pulga – tastiera
- Maurizio Preti – percussioni
- Alberto Radius – chitarra
- Franco Graniero – tastiera
- Mauro Spina – batteria
- Claudio Bellotti – tastiera
- Giorgio Baiocco – sassofono tenore